# Anton von Arco auf Valley

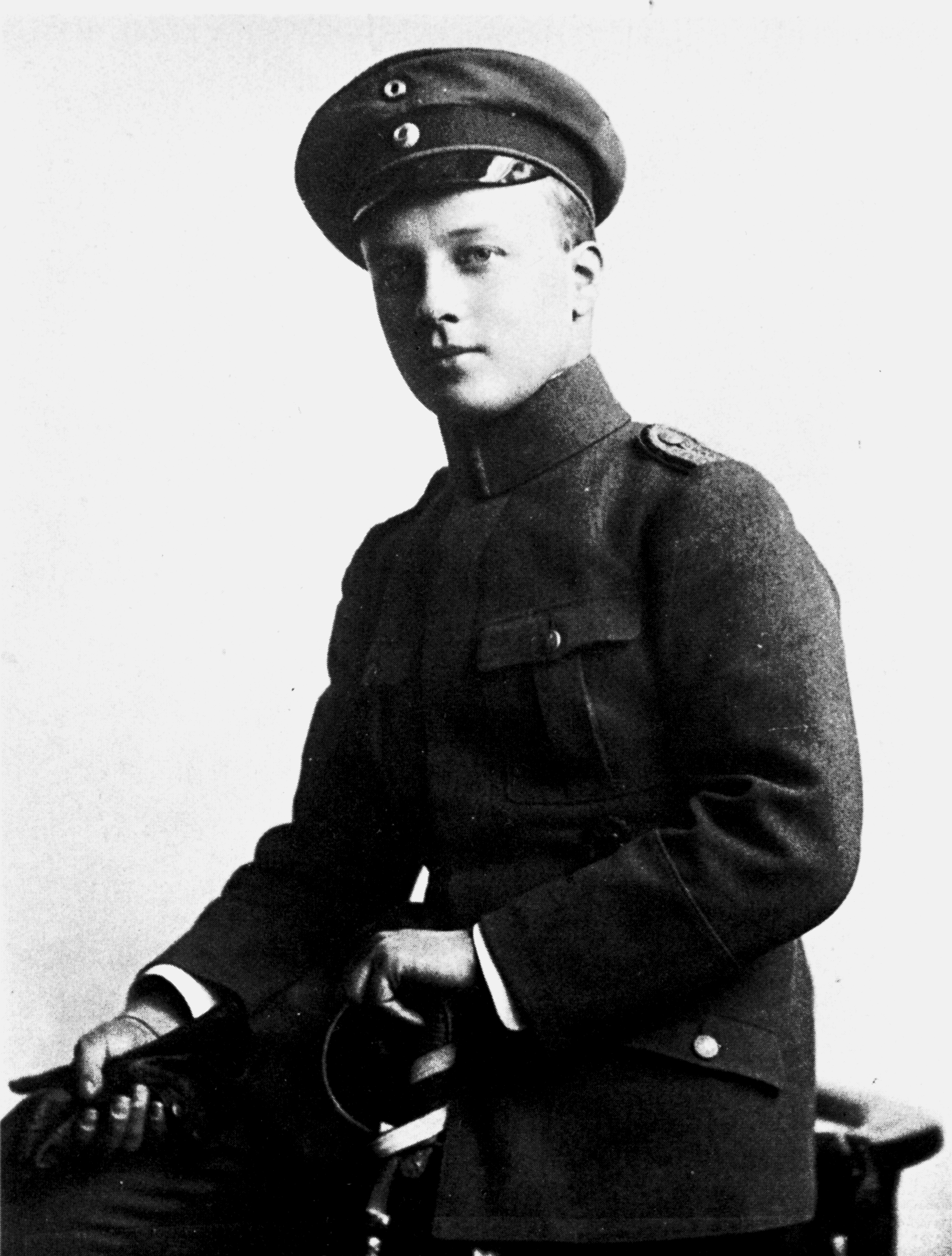
Anton Graf von Arco auf Valley

Anton von Padua Alfred Emil Hubert Georg Graf von Arco auf Valley (St. Martin im Innkreis, Imperio austrohúngaro, 5 de febrero de 1897-Salzburgo, 29 de junio de 1945), es conocido por haber asesinado a Kurt Eisner, primer ministro de la República de Baviera, el 21 de febrero de 1919.

## Primeros años
Anton von Arco nació en St. Martin im Innkreis, municipio de Alta Austria. Su padre Maximiliano era un terrateniente dedicado a los negocios cuya hermana mayor había contraído matrimonio con Lord Acton. Su madre, Emily Freiin von Oppenheim, pertenecía a la dinastía financiera de origen judío de los Oppenheim. 
Estudió Derecho en la Universidad de Múnich y después ingresó en el Ejército bávaro. Fue ascendido a teniente del Real Regimiento Bávaro de Infantería y estuvo en el frente durante el último año de la Primera Guerra Mundial. Regresó enojado y desilusionado. Era un ciudadano austriaco por nacimiento que había optado por la nacionalidad alemana. Aristócrata, monárquico y antisemita a pesar de sus orígenes, odiaba a Eisner, el líder judío del Partido Socialdemócrata Independiente de Alemania y primer ministro de Baviera. Vinculado también con quienes querían reponer a Luis III en el trono bávaro, fue miembro de K.B.St.V. Rhaetia München, asociación estudiantil separatista que solo admitía una Baviera católica.

## Asesinato de Eisner
Arco pudo haber decidido asesinar a Eisner como un acto de afirmación personal para demostrar que era un individuo valioso a pesar de haber sido expulsado de la ultranacionalista Sociedad Thule por sus orígenes judíos.

El 21 de febrero de 1919, actuando en solitario, disparó dos balazos por la espalda a Kurt Eisner en la muniquesa Promenadestraße (hoy en día, Kardinal-Faulhaber-Straße)  mientras este se dirigía a la sesión de apertura del parlamento de Baviera en Prannerstraße, donde iba a presentar su renuncia tras haber sido derrotado en las recientes elecciones celebradas entre el 12 de enero y el 2 de febrero de dicho año. Inmediatamente después del atentado, Arco fue herido gravemente por los disparos de los acompañantes de Eisner y fue atendido por el famoso cirujano Ferdinand Sauerbruch. 
Ese mismo día, en el parlamento, la primera intervención del presidente de edad, que se produjo a las 10 horas y 10 minutos, se hizo eco del rumor del asesinato de Eisner y propuso la interrupción de la sesión durante una hora. Poco después de reanudarse, se oyeron disparos, todo el mundo abandonó la sala y la sesión se dio por concluida a las 11 horas y 13 minutos. El socialista independiente Alois Lindner, atribuyendo erróneamente al líder socialdemócrata Erhard Auer,  ministro del Interior bávaro, la autoría intelectual del asesinato de Eisner, había irrumpido en el Parlamento y le disparó, hiriéndolo gravemente. En su huida, mató al comandante Paul Ritter von Jahreiß, quien trató de detenerle. En el tumulto también resultó muerto por arma de fuego el parlamentario Heinrich Osel.

### Juicio y condena por el asesinato
Arco-Valley fue condenado a muerte en enero de 1920, pero el juez finalmente le conmutó la pena por otra de cinco años de prisión. El fiscal del estado declaró de él: «Si toda la juventud alemana estuviera imbuida de tan ardiente entusiasmo, podríamos encarar el futuro con confianza.» Cumplió condena en la celda 70 de la prisión Stadelheim, en Múnich, hasta que en 1922 tuvo que ser trasladado a otra para dejar su celda libre para otro preso: Adolf Hitler, quien estuvo un mes encarcelado allí por haber agredido a un político rival, Otto Ballerstedt. Arco-Valley salió de la cárcel en 1925 para ser puesto en libertad condicional hasta 1927, cuando fue totalmente indultado.

## Vida posterior y muerte

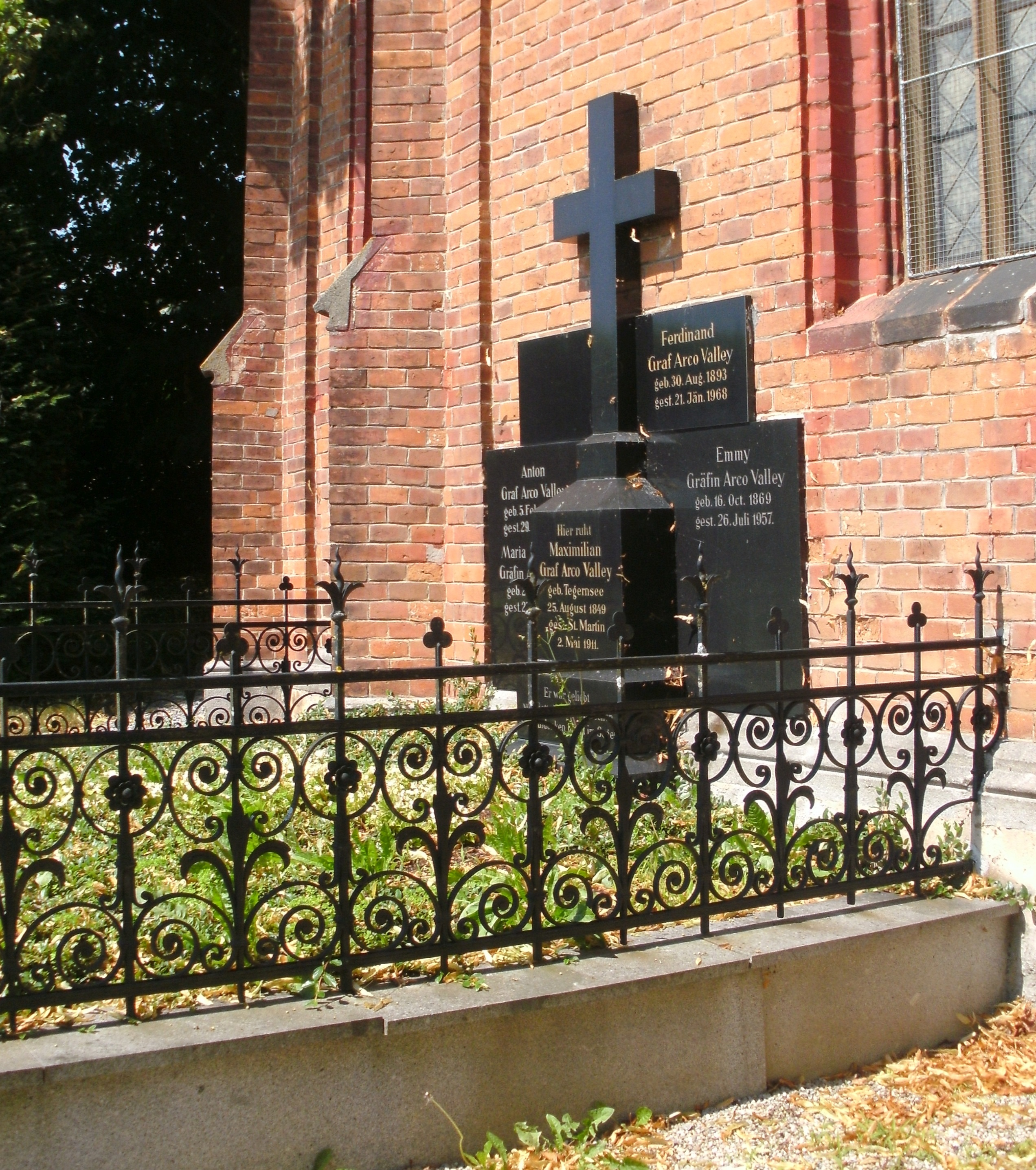
La tumba de la familia Arco, en Sankt Martin im Innkreis (Austria), en la que Anton Graf von Arco-Valley está enterrado.

Arco-Valley apenas intervino en la vida política posterior. Defendió un modelo federal para Alemania, contrario al centralismo nazi. De hecho, trabajó como editor del periódico Bayerisches Vaterland (La patria bávara), y más tarde como director regional de Lufthansa, puesto del que dimitió a principios de 1930. Por aquellos años Arco-Valley también fue uno de los miembros más radicales del Partido Popular Bávaro (BVP por sus siglas en alemán), una formación católica, conservadora y regionalista bávara.
Tras el ascenso al poder del nazismo y la ilegalización del BVP, Arco-Valley fue puesto en custodia preventiva por su conocido federalismo y su pasado magnicida, pero fue liberado cuando se comprometió a no atentar contra Hitler.
En junio de 1945, sufrió un accidente de tráfico en Salzburgo que le costó la vida.